# Општина Унгра (Брашов)
Унгра (рум. Ungra) општина је у Румунији у округу Брашов.
Oпштина се налази на надморској висини од 506 m.